# Kościół św. Jana Chrzciciela w Pacholętach
Kościół św. Jana Chrzciciela w Pacholętach – katolicki kościół filialny zlokalizowany we wsi Pacholęta w gminie Widuchowa, w powiecie gryfińskim (województwo zachodniopomorskie). Należy do parafii św. Judy Tadeusza w Lubiczu.

## Historia
Budowa kościoła datowana jest na XIII wiek. Wzniesiony z kostki granitowej, jest orientowaną budowlą salową, sytuowaną na planie prostokąta o wymiarach 22,4 × 8,1 m. W XVII wieku kościół został przebudowany, dostawiono do niego wówczas nieistniejącą już dzisiaj wieżę. Po 1945 roku kościół został opuszczony i uległ dewastacji. Odbudowany w 1981 roku, został poświęcony w dniu 21 maja 1988 roku przez biskupa Stanisława Stefanka.

## Architektura
W zachodniej elewacji kościoła zachował się częściowo zamurowany portal dwuuskokowy, przerobiony na ceglany z łukiem odcinkowym. Drugi, zamurowany ostrołukowy kamienny portal znajduje się w ścianie południowej. W zachodniej części ściany południowej znajduje się wąskie okno zamknięte półokrągłym łukiem oraz ślad po drugim, zamurowanym wysokim oknie. W ścianie wschodniej zachowało się oryginalne duże okno ostrołukowe, podzielone laskowaniem na trzy części. Flankowane jest dwoma mniejszymi oknami murowanymi z cegły, wybitymi w czasach nowożytnych. Szczyt ściany wschodniej, częściowo nadbudowany z cegły, zdobi pięć półokrągło zakończonych blend w układzie piramidalnym. W szczycie zachodnim, również częściowo nadbudowanym z cegły, znajdują trzy wysokie blendy, zamknięte łukami odcinkowymi. 
Od północnej strony kościoła zachował się ślad po dawnej zakrystii. Do elewacji południowej dostawiona jest późniejsza kruchta, murowana z nieobrobionych kamieni i cegły. Wnętrze świątyni nakryte jest drewnianym, łamanym stropem. Ściany wewnątrz są pobielane. Nie zachowały się żadne elementy historycznego wyposażenia.
Teren kościoła otacza dawny cmentarz z kamiennym murem.